# Mano Dayak
Mano Dayak (* um 1950 im Tal Tidène, heute zu Tchirozérine; † 15. Dezember 1995 im Gebirge Adrar Chirouet, heute zu Iférouane) war ein nigrischer politischer Aktivist, Unternehmer und Schriftsteller aus der Volksgruppe der Tuareg.

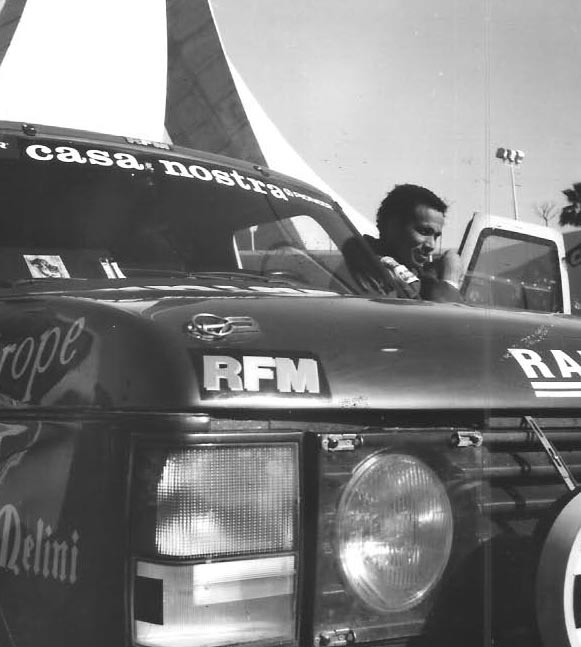
Mano Dayak während der Rallye Paris-Dakar 1986

## Leben
Mano Dayak wurde „zwischen dem Jahr der großen Trockenheit und dem der Heuschreckenplage“, im Wadi von Tidène im Aïr, geboren, also um 1950, und wuchs in der Sahara auf. Er besuchte die Nomadenschule und ein Gymnasium in Agadez. Er studierte in den USA und in Paris, schloss jedoch sein Studium nie ab, da er zurück in seine Heimat reiste, um dort sein Volk im Kampf um die Freiheit und ihre Akzeptanz zu unterstützen.
Nach seiner Rückkehr gründete er mit seiner zukünftigen Frau Odile (mit der er später zwei Söhne, Mawli und Madani, hat) ein Reisebüro, für seine Landsleute Arbeitsplätze zu schaffen und der Welt die Lebensweise und die Lage der Tuareg näherzubringen. Er setzte sich für Verhandlungen zwischen den Tuareg und den umliegenden Staaten ein. Er war Vorkämpfer für den Friedensvertrag, der am 24. April 1995 von der Regierung des Niger und den Tuareg-Rebellen unterzeichnet wurde. Auf dem Weg zu Friedensverhandlungen am 15. Dezember 1995 nach Niamey starb Mano Dayak, als das Flugzeug beim Start durch bis heute ungeklärte Ursachen explodierte.
Der Internationale Flughafen von Agadez wurde nach ihm benannt.

## Werke
- Geboren mit Sand in den Augen. Autobiografie, Zürich 1997
- Die Tragödie der Tuareg. Bad Honnef 1996